# Musée des Beaux-Arts d'Orléans
Le musée des Beaux-Arts d'Orléans (département du Loiret, région Centre-Val de Loire), fondé en 1797, est l'un des plus anciens musées français de province. Il présente des œuvres datant  du XVe au XXe siècle.
Il possède une collection de 2 000 peintures, 700 sculptures, plus de 1 200 objets d'art, 10 000 dessins, 50 000 estampes ainsi que la deuxième collection de pastels en France, après celle du musée du Louvre. Environ 700 œuvres sont exposées de manière permanente.

## Histoire

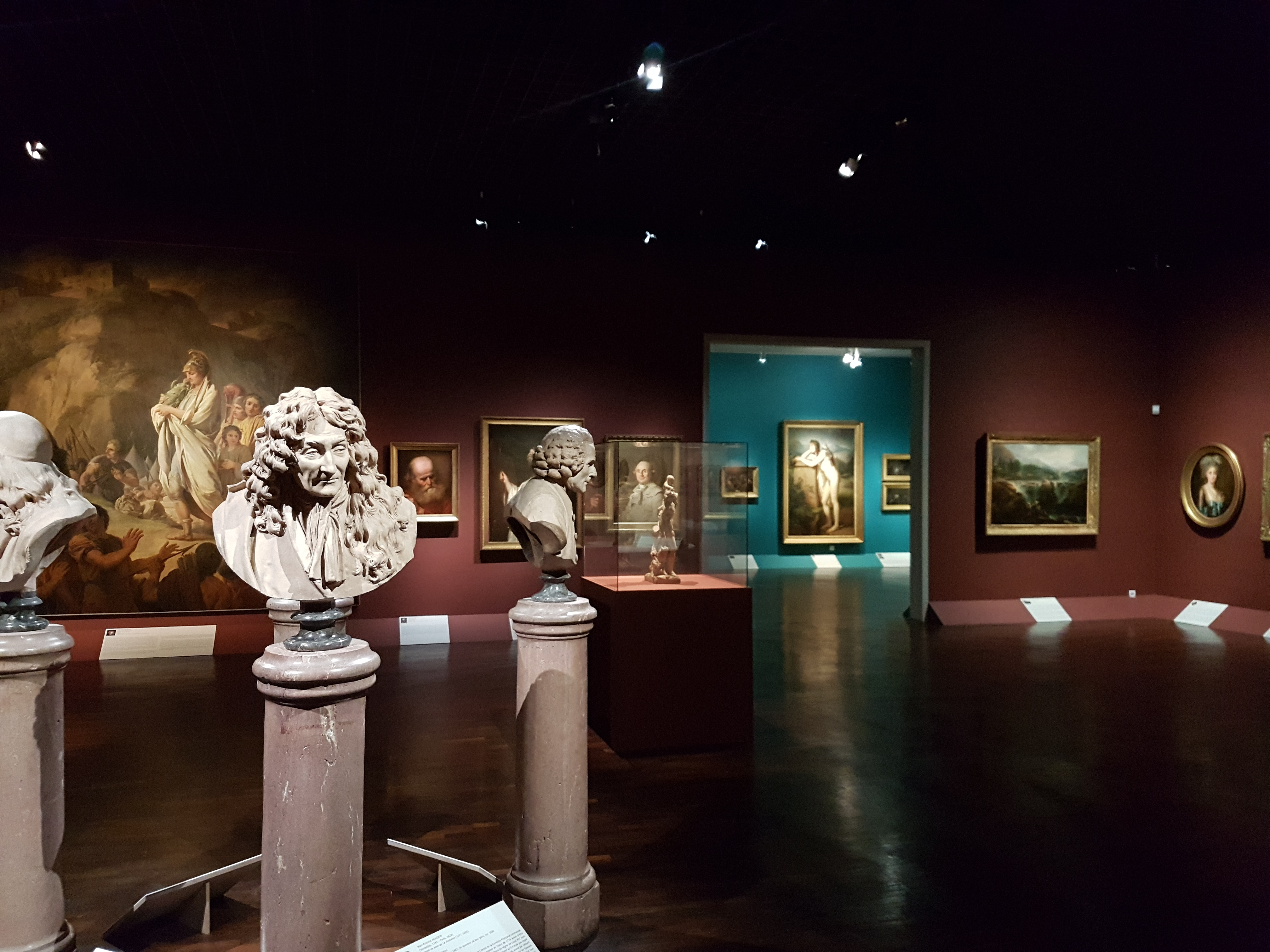
La salle consacrée au retour à l'Antique dans le nouveau parcours (2018) du XVIIIe siècle.

Le musée a été fondé à la Révolution, en 1797, à l'initiative de Jean Bardin, directeur de l'école de dessin de la ville et d'Aignan-Thomas Desfriches. Installé dans l'ancien palais épiscopal, il déménage en 1799 dans la chapelle de l'ancien collège. En 1804, le musée est fermé et les collections sont placées au jardin des plantes.
Le musée est refondé le 30 décembre 1823 à l'initiative du comte de Rocheplatte, maire de la ville, et surtout de son adjoint et donateur le comte André Gaspard Parfait de Bizemont, qui en devient le directeur. Le musée est alors installé dans l'hôtel des Créneaux.

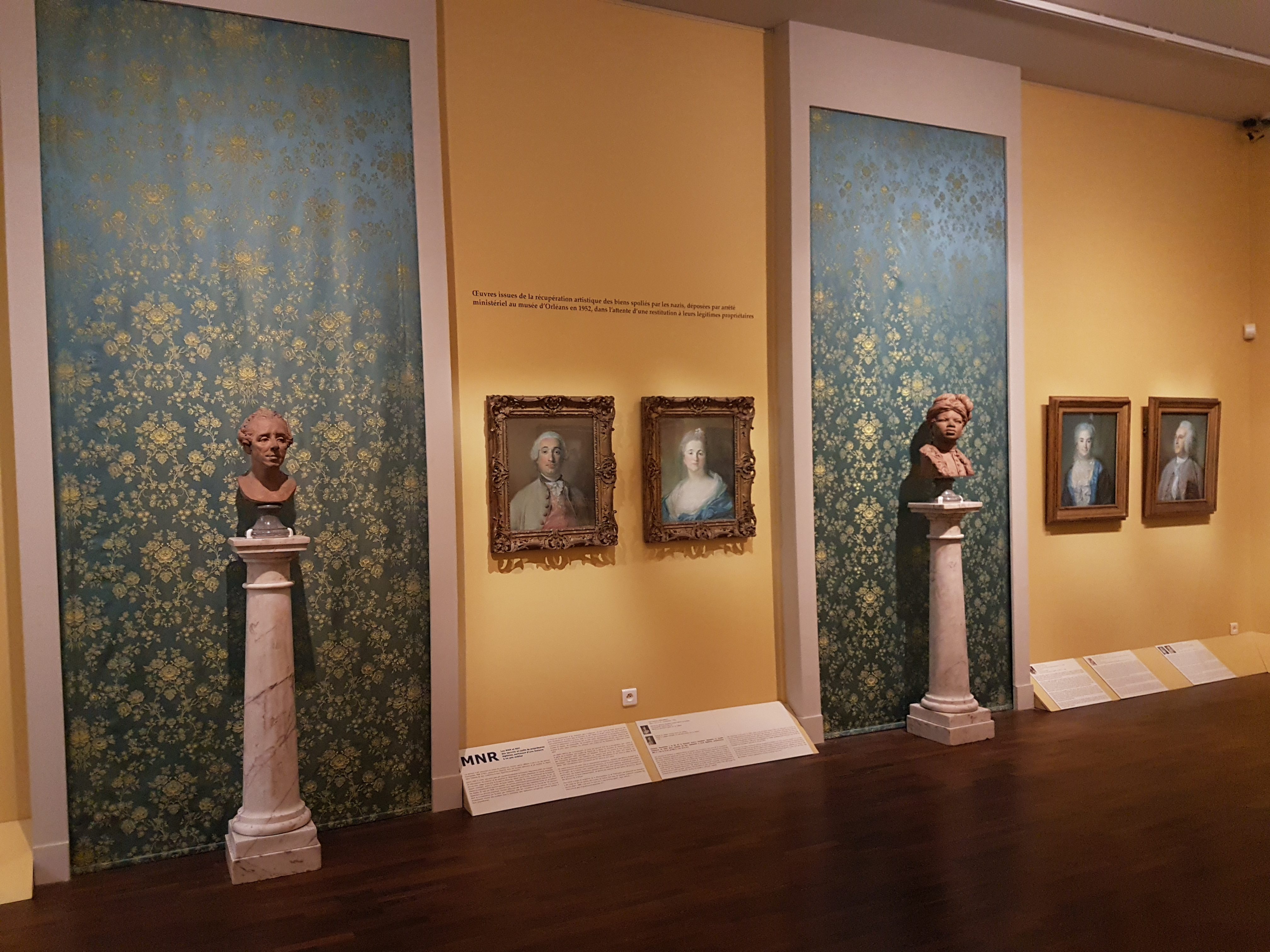
Le Cabinet des pastels XVIIIe siècle, chantier 2018. Le musée d'Orléans possède l'une des plus importantes collections de pastels français au monde.

En 1855, les collections historiques sont séparées des collections d'art pour former le musée historique et archéologique de l'Orléanais qui emménage dans l'hôtel Cabu.
Plusieurs donateurs contribuent à l'enrichissement des collections du musée au cours du XIXe siècle, parmi lesquels madame de Limay, la fille de Desfriches, le conservateur Eudoxe Marcille, ou des artistes comme Henry de Triqueti ou Léon Cogniet.
À la suite de la donation puis du legs de Paul Fourché, et face à l’exiguïté des locaux, un musée Paul Fourché est construit en 1922. La Seconde Guerre mondiale occasionne des dégâts très importants au musée, notamment la salle Paul Fourché. Le musée est finalement doté en 1984 d'un nouveau bâtiment construit par Christian Langlois et accolé au nouvel hôtel de ville.
Depuis l'automne 2016 et à la suite de l'arrivée d'Olivia Voisin à la direction des Musées d'Orléans, le musée des Beaux-Arts d'Orléans fait l'objet d'un redéploiement complet de ses collections avec des travaux effectués par étages afin de présenter de manière chronologique le plus d’œuvres possibles[réf. souhaitée]. En septembre 2016 a été inauguré le deuxième étage désormais consacré aux XVIe et XVIIe siècles. En mai 2018 a suivi le premier étage réunissant les grands formats XVIIe et XVIIIe siècles à la collection du XVIIIe siècle[source insuffisante]. Ce dernier accrochage mêle de manière très dense objets d'art, sculpture et peinture dans toutes les salles. Les espaces consacrés au XIXe siècle sont en rénovation durant l'année 2020 et feront l'objet d'une inauguration au début de l'année 2021 (selon les communiqués de presse du musée ainsi que son programme semestriel).

## Collections

### Peinture
La collection de peintures comprend des œuvres datant du XVe au XXe siècle illustrant les écoles majeures de la peinture occidentale.

#### Écoles italienne et espagnole
La peinture de la Renaissance est illustrée par des œuvres de Matteo di Giovanni, Girolamo del Pacchia, Le Corrège (Vierge à l'enfant, Saint Joseph et Saint Jean-Baptiste enfant, vers 1520, La Sainte Famille avec le petit saint Jean), Tintoret (Portrait d'un vieil homme barbu, assis) tandis que pour les XVIIe et XVIIIe siècles on retrouve Annibale Carracci (L'Adoration des Bergers), Antonio de Bellis, Guido Reni (David tenant la tête de Goliath), Diego Vélasquez (Saint Thomas, vers 1619-1620, une des deux peintures de Velàzquez dans les musées français), Mattia Preti (Saint Paul et Saint Antoine), Giovanni Francesco Romanelli, Luca Giordano (La Foi chassant l’Hérésie ou L’Ignorance détruisant la Connaissance), Giovanni Battista Lama, Sebastiano Ricci...
Les tableaux italiens du musée d'Orléans sont cités dans le catalogue de l'ensemble de la peinture italienne conservée dans les musées de la Région Centre publié en 1996.

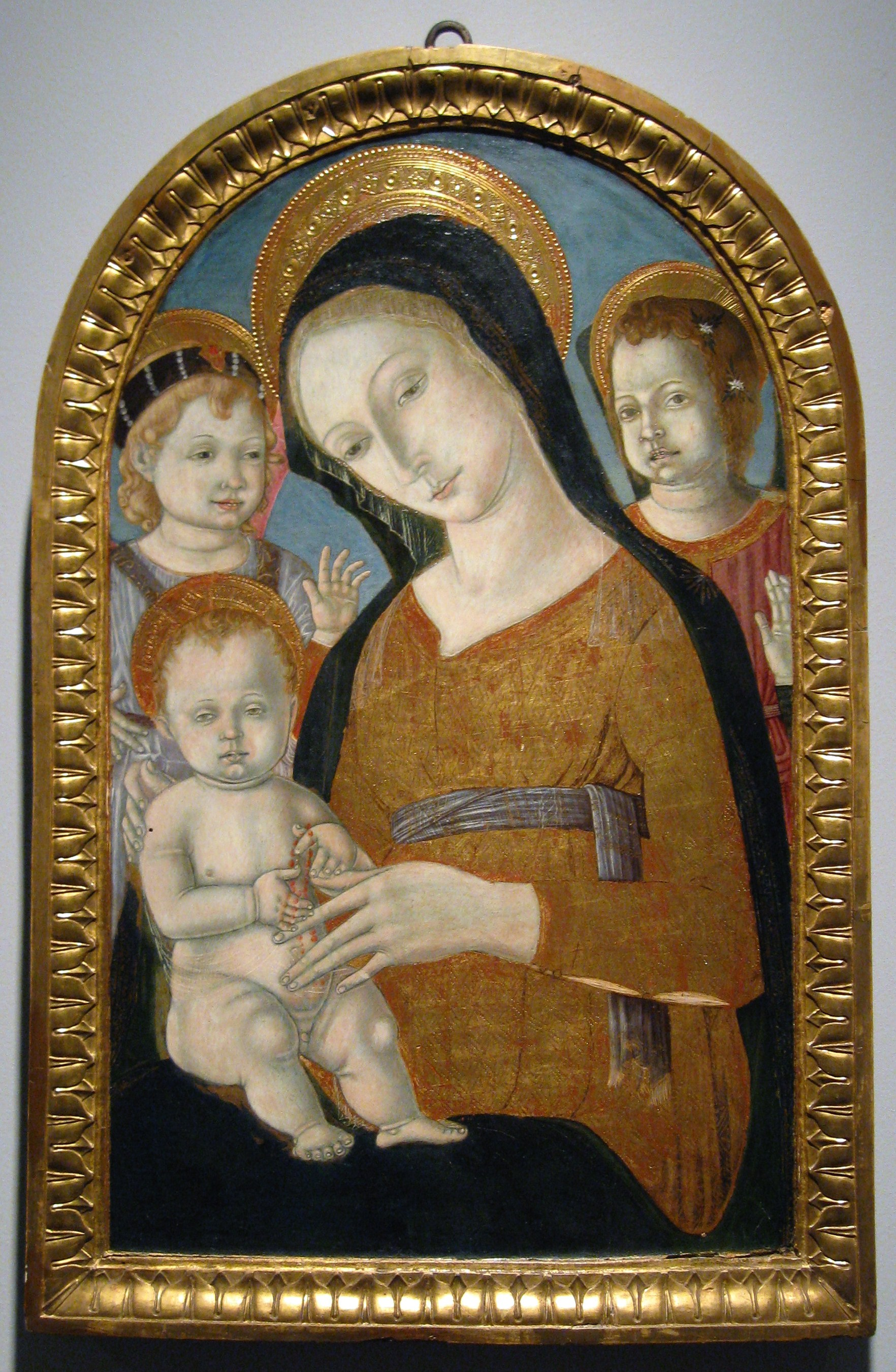
La Vierge à l'Enfant et deux anges, Matteo di Giovanni, vers 1485-1490.
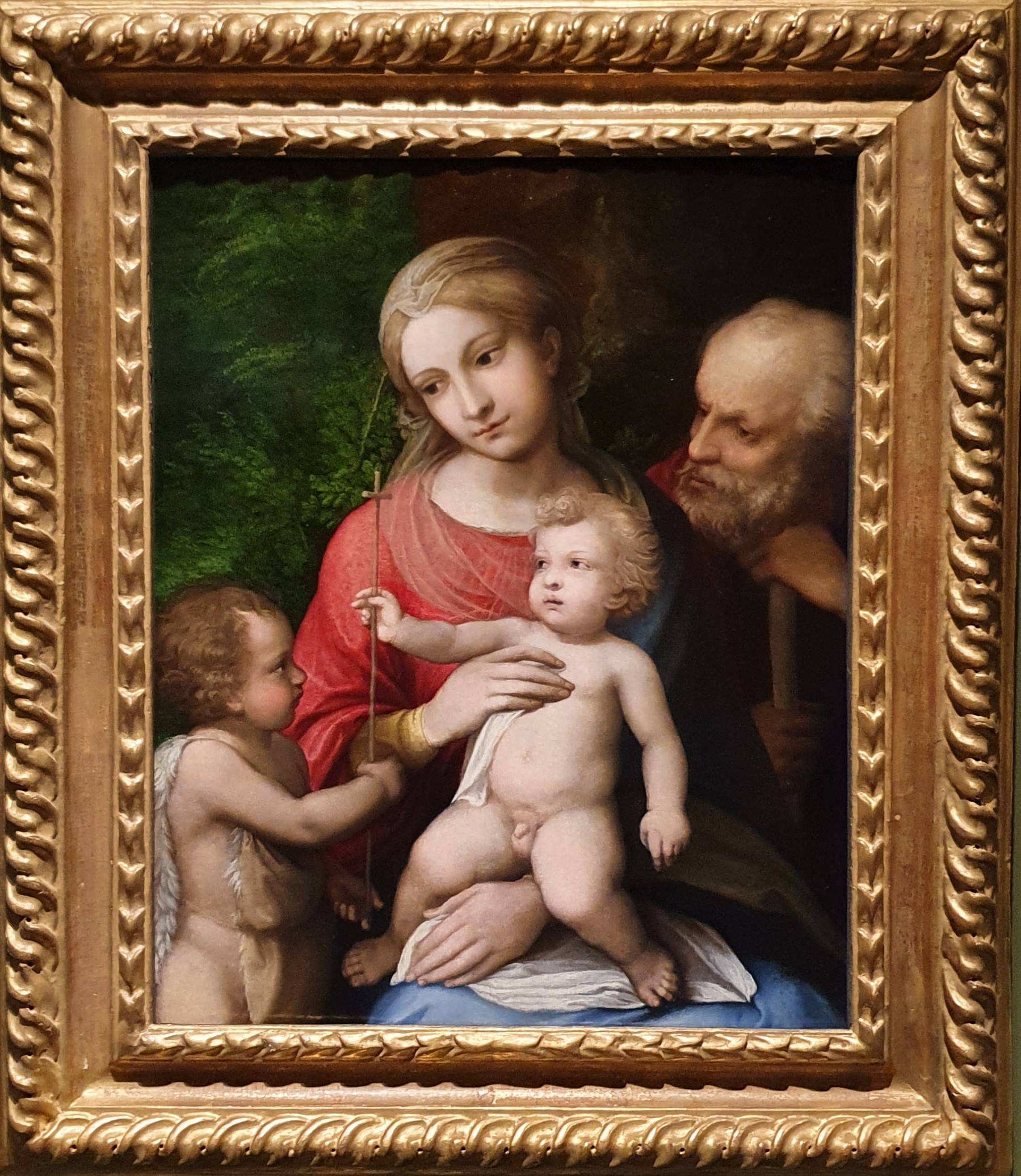
La Sainte Famille avec le petit saint Jean, Le Corrège, vers 1519.
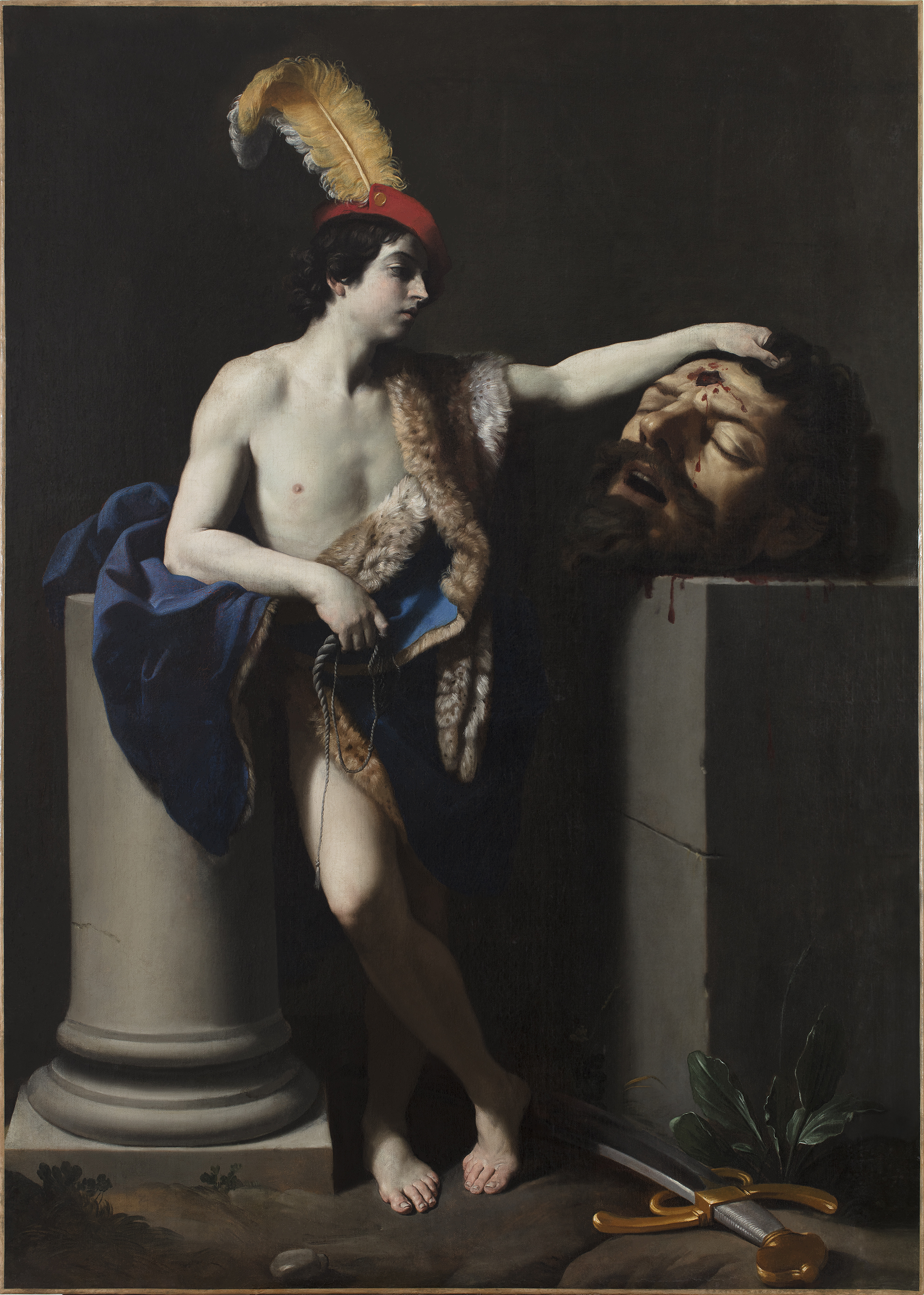
David tenant la tête de Goliath, Guido Reni, 1600-1624.
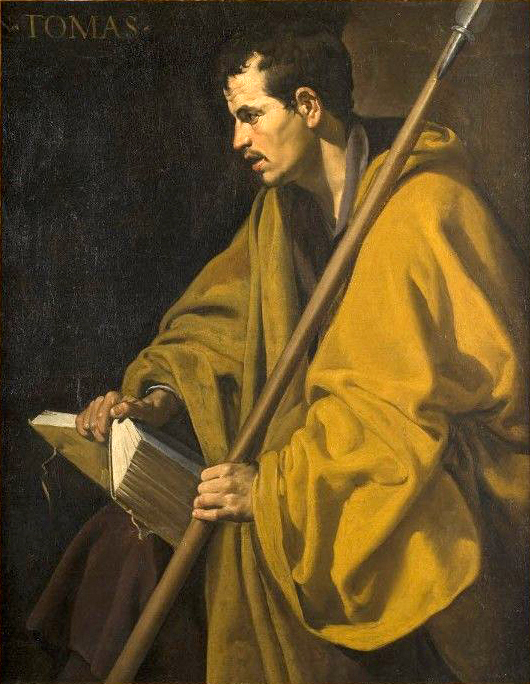
Saint Thomas, Diego Vélasquez, vers 1619-1620.
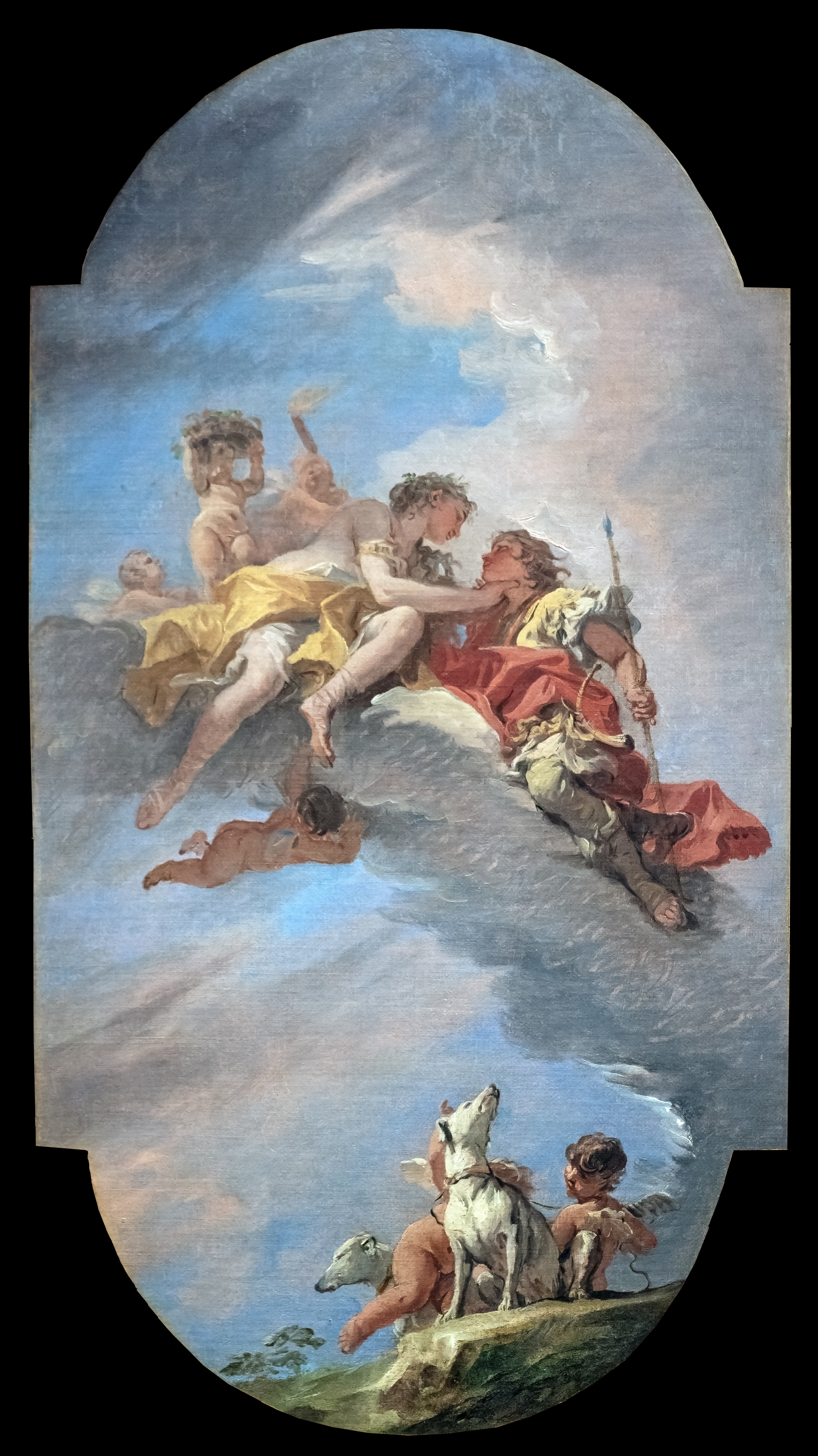
Vénus et Adonis, Sebastiano Ricci, 1705-1706.
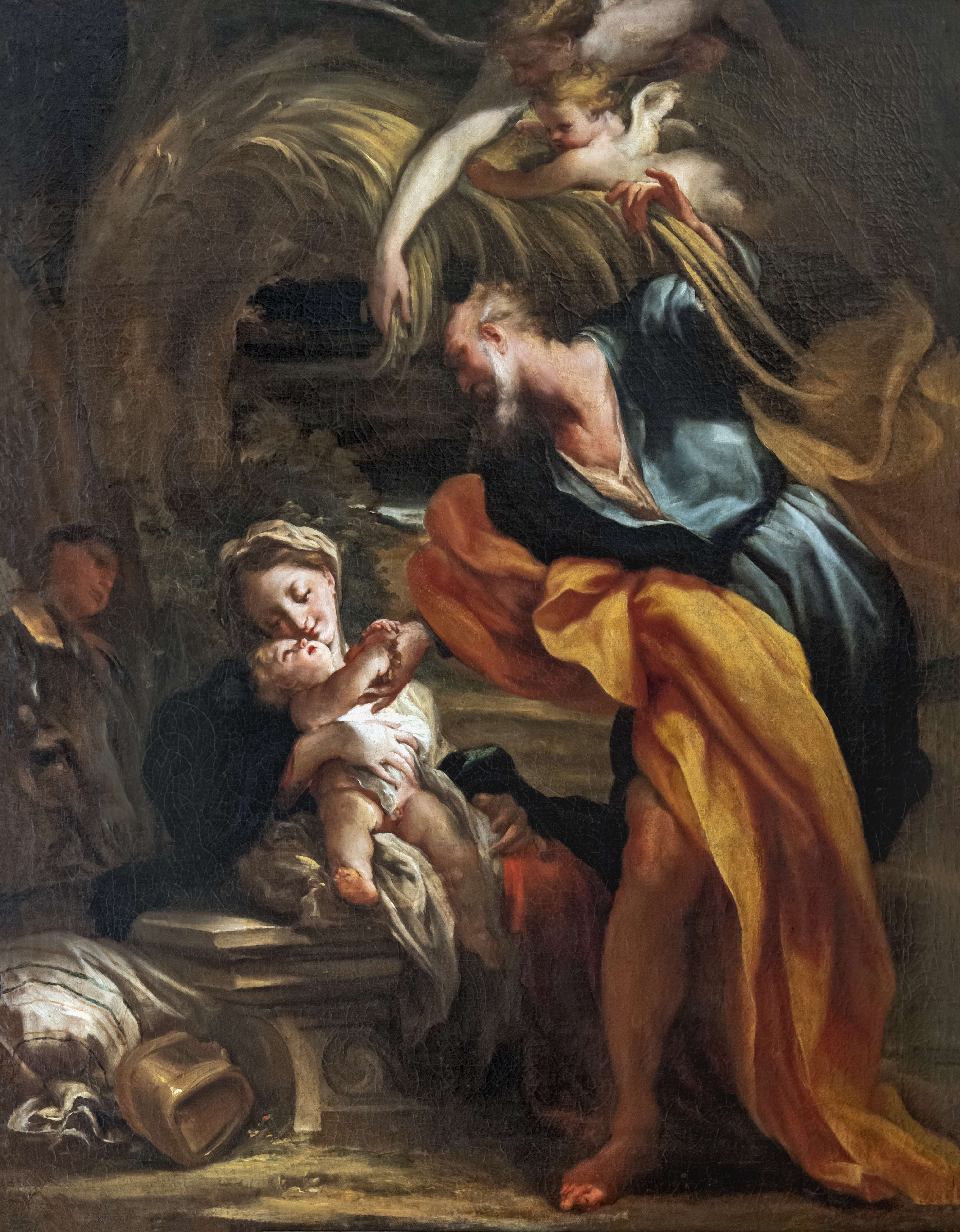
Le Repos pendant la fuite en Égypte, Gregorio de Ferrari, vers 1675[9].

#### Écoles du Nord

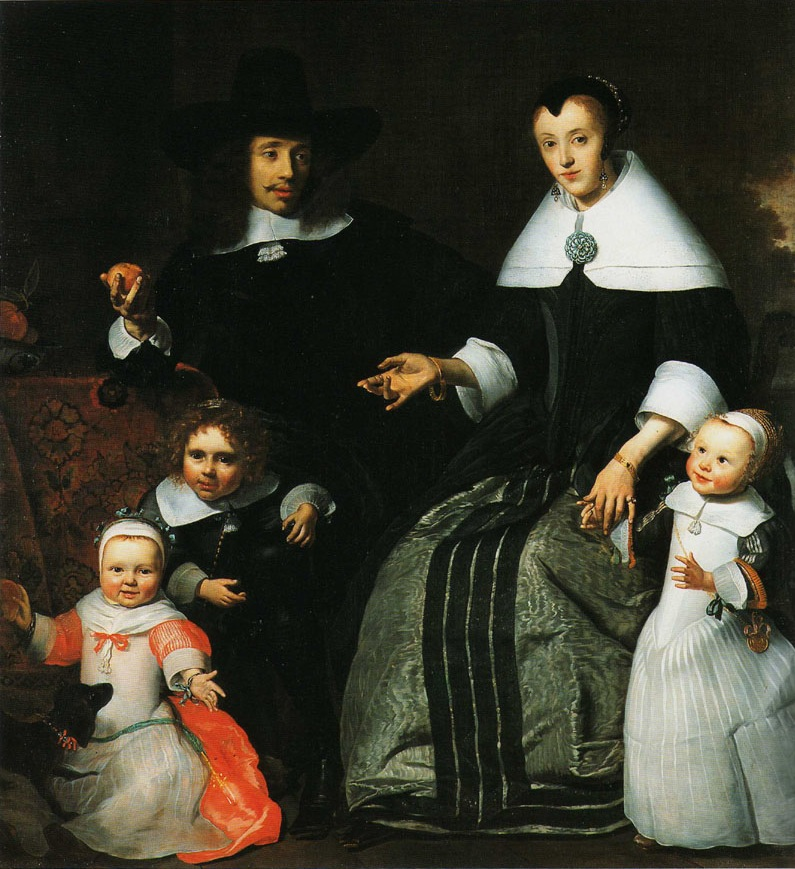
Cornelis Bisschop, Portrait de famille, vers 1660.

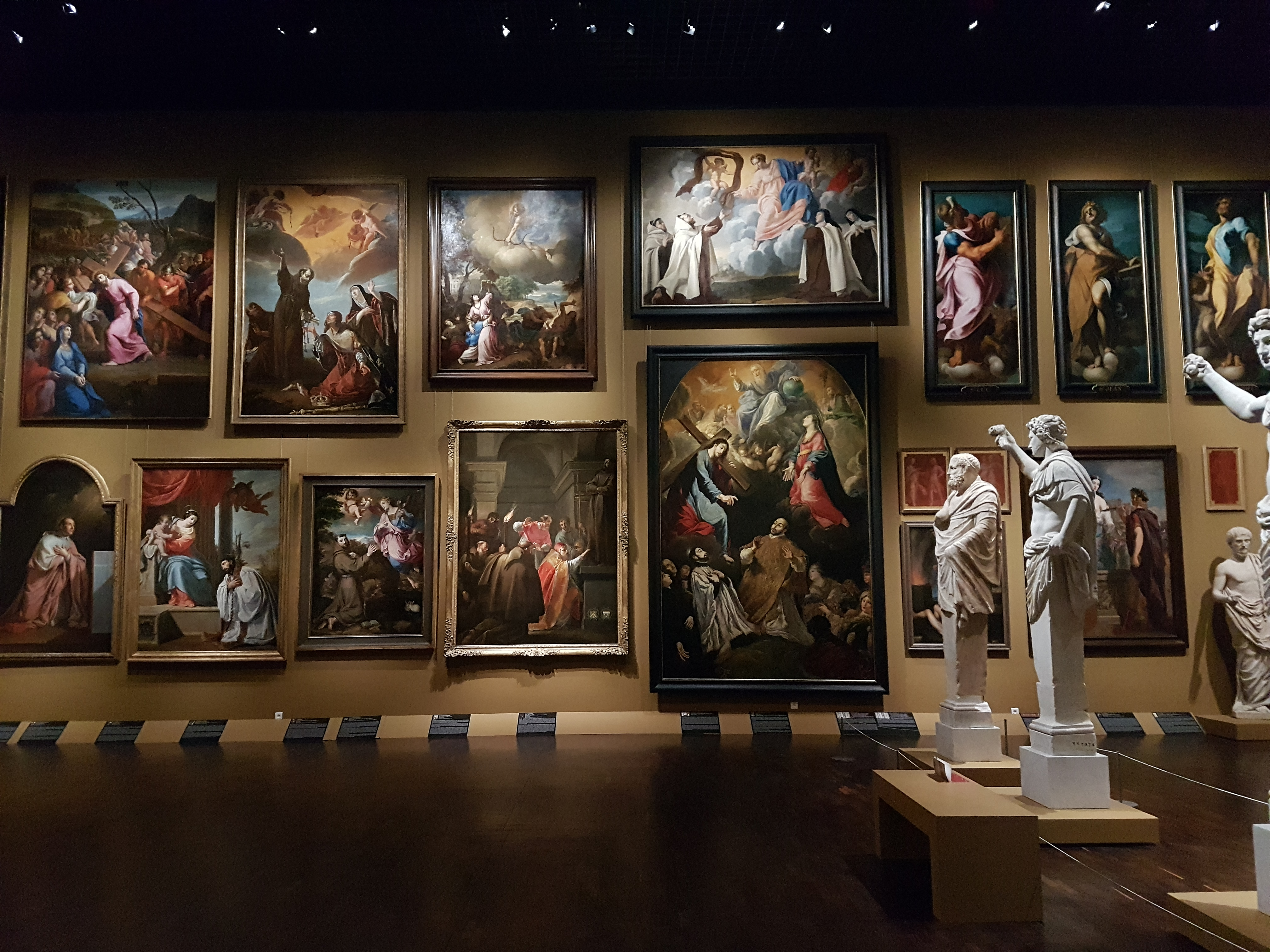
La salle des grands formats. Un nouvel accrochage de 2017 qui permet de découvrir un ensemble unique de grandes toiles provenant du château de Richelieu et des édifices religieux d'Orléans.

Pour les écoles du Nord (Allemagne, Flandres, Pays-Pas), parmi les œuvres les plus anciennes, on remarque un Marinus van Reymerswaele et plusieurs anonymes illustrant la Renaissance dans les Flandres ; mais c'est surtout le XVIIe siècle qui est riche de nombreuses œuvres, avec notamment Anton van Dyck (Tête de vieil homme barbu, esquisse de l’Abraham et Isaac se trouvant à la Galerie nationale de Prague), Hendrick van Balen, Gillis Mostaert, Jan Brueghel l'Ancien, Jan Bruegel le Jeune, Joos de Momper (Paysage d'hiver, en collaboration avec Jan Brueghel l'Ancien), Bartholomeus Breenbergh, Gerard Seghers, Gérard de Lairesse (Les quatre âges de l'humanité, quatre peintures en grisaille inspirées des Métamorphoses d'Ovide), Ferdinand Bol, Nicolas Maes, Jacob van Ruisdael (Le Troupeau sur la passerelle), Salomon de Bray, Lambert Doomer (Portrait de François Wijnants et d’Alida Essingle, en Elquanah et Anne venant recevoir la bénédiction d’Eli, portrait collectif d'une famille d'apothicaires d'Amsterdam), Emmanuel De Witte (Intérieur d'un temple)...
La collection nordique de peinture est intégralement présentée et analysée par Eric Moinet en 1996 dans Mémoires du Nord.

#### École française
Pour l'école française, la collection de peinture ancienne est importante de la fin du XVIe au XVIIIe siècle et comprend des tableaux de Martin Fréminet (ensemble de huit panneaux provenant du château de Richelieu et représentant Les Evangélistes et Les quatre pères de l'Église), Claude Vignon, Claude Deruet (ensemble de quatre panneaux représentant Les quatre éléments et dans le même temps les quatre saisons et provenant également du château de Richelieu), la plus belle copie d'un tableau perdu de Georges de La Tour (son Saint Sébastien soigné par Irène à la lanterne), Louis de Boullogne, Philippe de Champaigne, Jean-Baptiste de Champaigne, Nicolas de Plattemontagne, Lubin Baugin (plusieurs œuvres de cet artiste originaire de Pithiviers au nord d'Orléans dont Le Christ mort pleuré par deux anges), Louis Le Nain (Bacchus découvrant Ariane à Naxos, 1630, une des trois seules toiles à sujet mythologique peintes par les frères Le Nain), Sébastien Bourdon (Le Sacrifice d'Iphigénie, vers 1645), Laurent de La Hyre, Pierre Dupuis, Charles de La Fosse, Pierre Patel (deux paysages), Nicolas de Largillierre, François de Troy, Jean-François de Troy, Pierre Subleyras, Antoine Watteau (La sculpture, tondo), Jean-Baptiste Oudry, Jean-Marc Nattier (Portrait d'Henriette de France en Flore), Charles-Joseph Natoire, Jean-Baptiste Perronneau (plusieurs portraits de la main de ce artiste qui fut le portraitiste attitré de la haute société orléanaise au XVIIIe siècle), François Boucher (Le Moulin de Charenton), Claude Joseph Vernet (Vue des cascatelles de Tivoli et Les Femmes à la pêche), Hubert Robert, Jean-Baptiste Greuze, Élisabeth Vigée Le Brun...
L'importante collection de peintures françaises du musée a été publiée, pour le XVIIe siècle, sous la direction d'Eric Moinet puis d'Annick Notter en 2002.

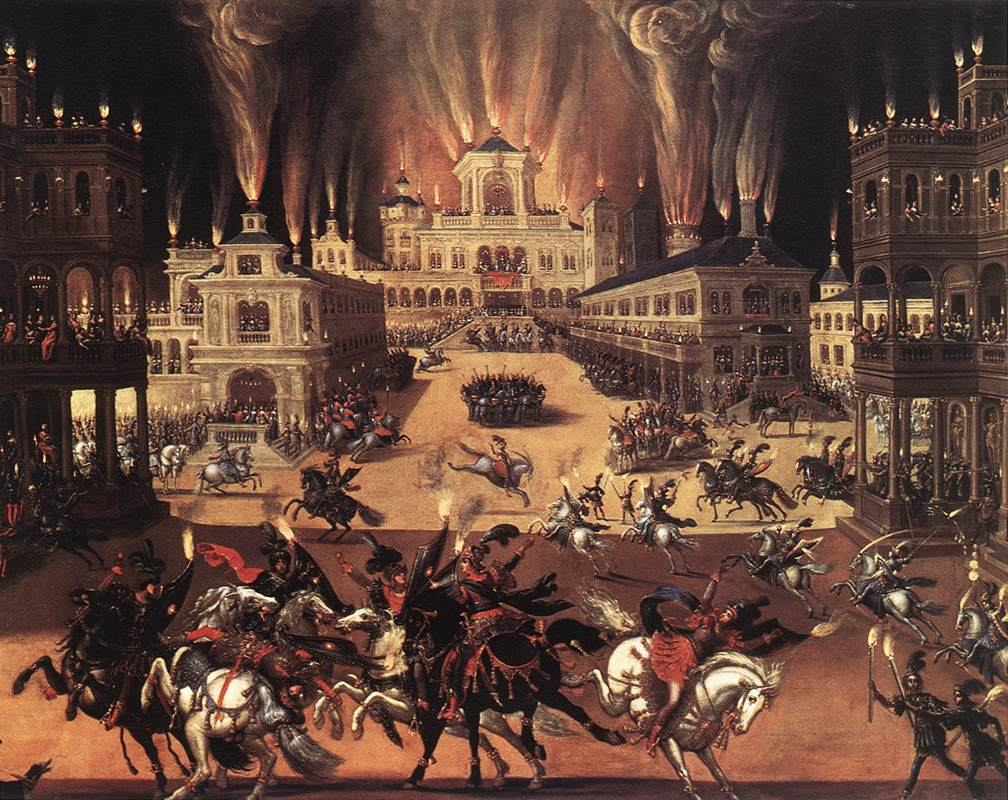
Allégorie du Feu, Claude Deruet, avant 1642.
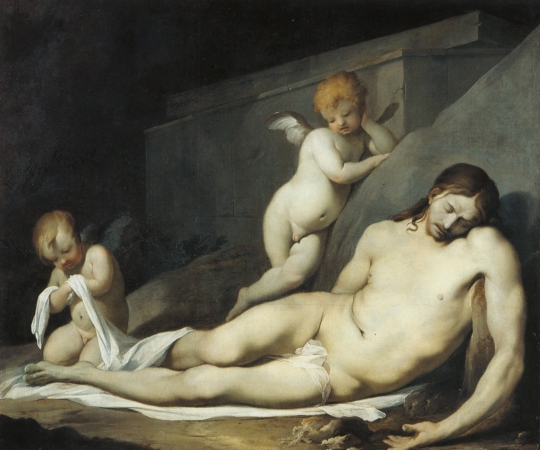
Le Christ mort pleuré par deux anges, Lubin Baugin, vers 1645-1655.
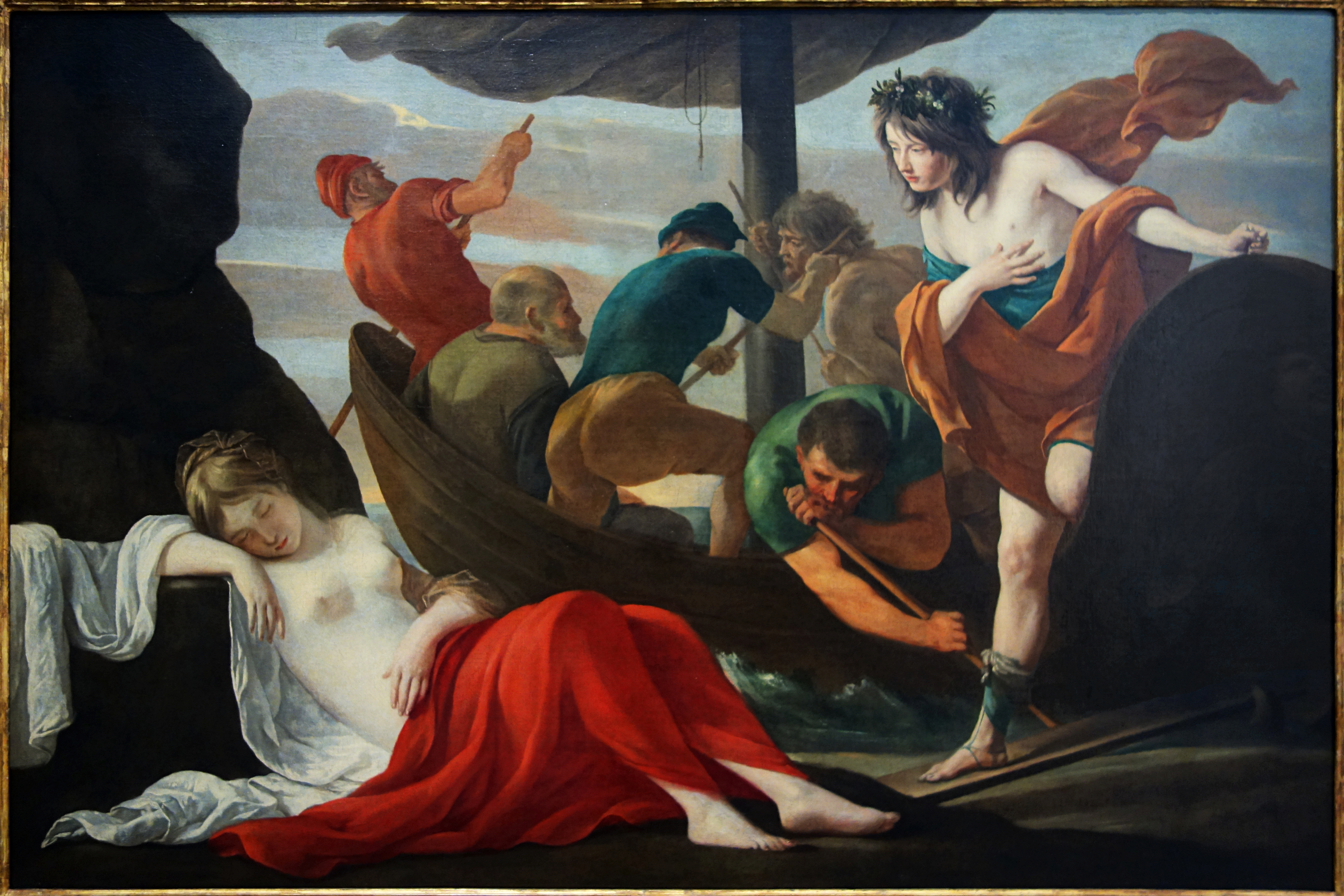
Bacchus découvrant Ariane à Naxos, Frères Le Nain, vers 1635.
La sculpture, Antoine Watteau, vers 1710.

#### Peinture desXIXesiècleetXXesiècle
Le musée des Beaux-Arts conserve de nombreuses peintures du XIXe siècle, françaises en majeure partie, avec notamment des œuvres de Alexandre Antigna, Pierre-Narcisse Guérin, Léon Cogniet (avec de nombreuses œuvres), Pierre-Paul Prud'hon, Théodore Géricault, Eugène Delacroix (Tête de vieille femme, étude pour Scènes des massacres de Scio, 1824), William Etty, Théodore Chassériau, Camille Corot, Gustave Courbet (La Vague), Jean-Paul Laurens, Félix Ziem, Eugène Boudin, Paul Gauguin (La Fête Gloanec). La collection de peintures du XXe siècle comprend notamment des œuvres de Maurice Denis (Jeanne d'Arc au sacre de Charles VII, 1913), Louis-Joseph Soulas, André Lhote, Pablo Picasso, Chaïm Soutine, Moïse Kisling, Maurice de Vlaminck, Tamara de Lempicka (Saint-Moritz), Jean Hélion (Choses vues en Mai, 1968-1969), Simon Hantaï, Jacques Monory, Bernard Rancillac, Maurice Asselin, Yvette Alde, Jean-Jacques Morvan...

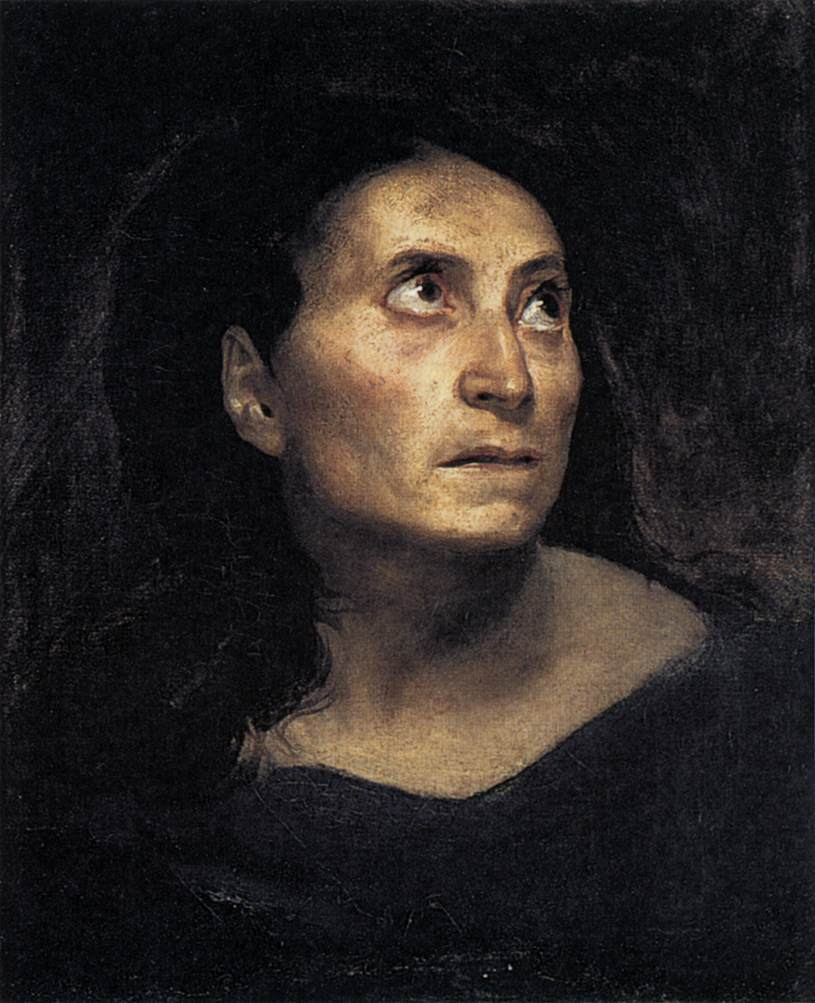
Tête de femme, Eugène Delacroix, 1824.
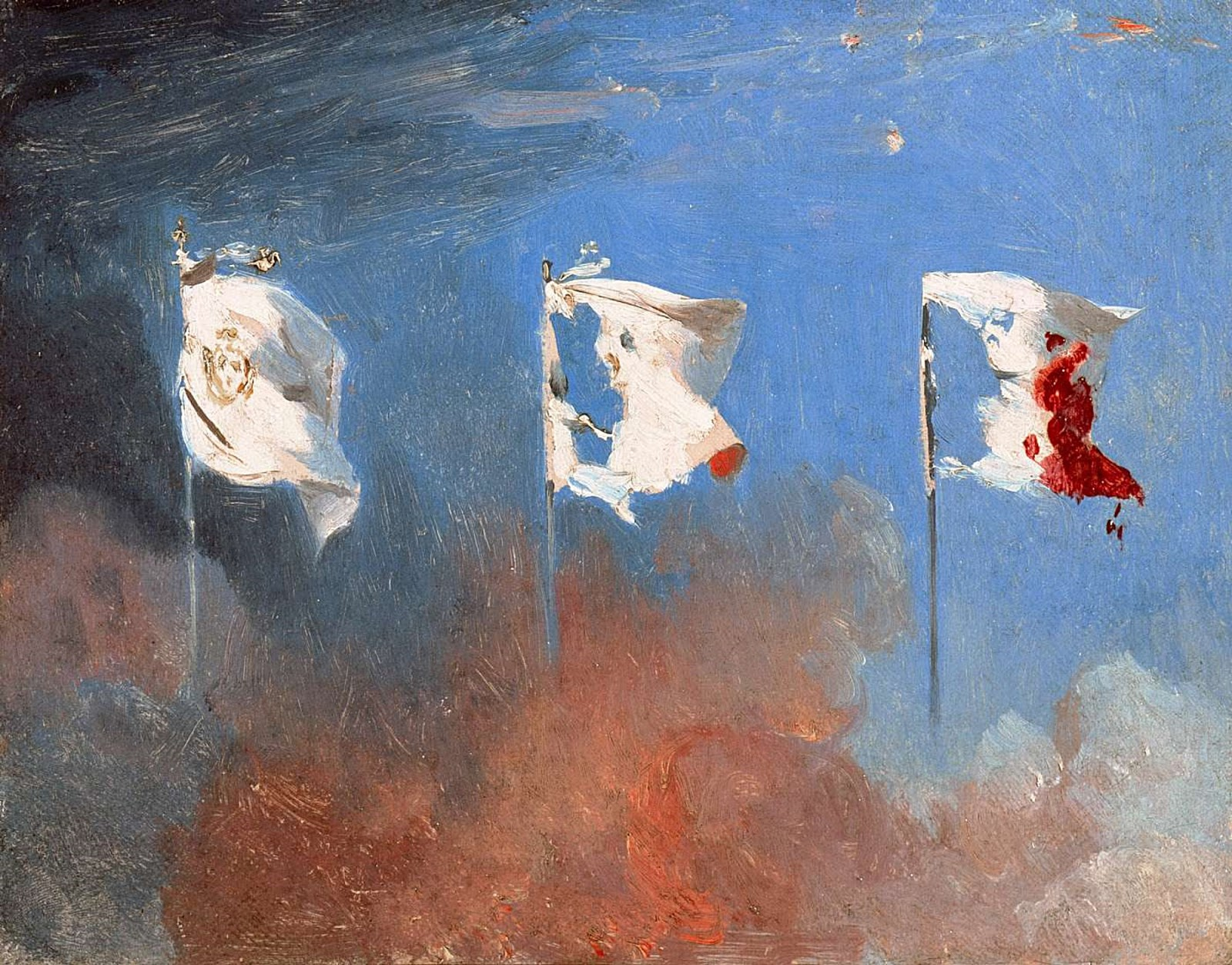
Scène de Juillet 1830 dit aussi Les Drapeaux, Léon Cogniet.
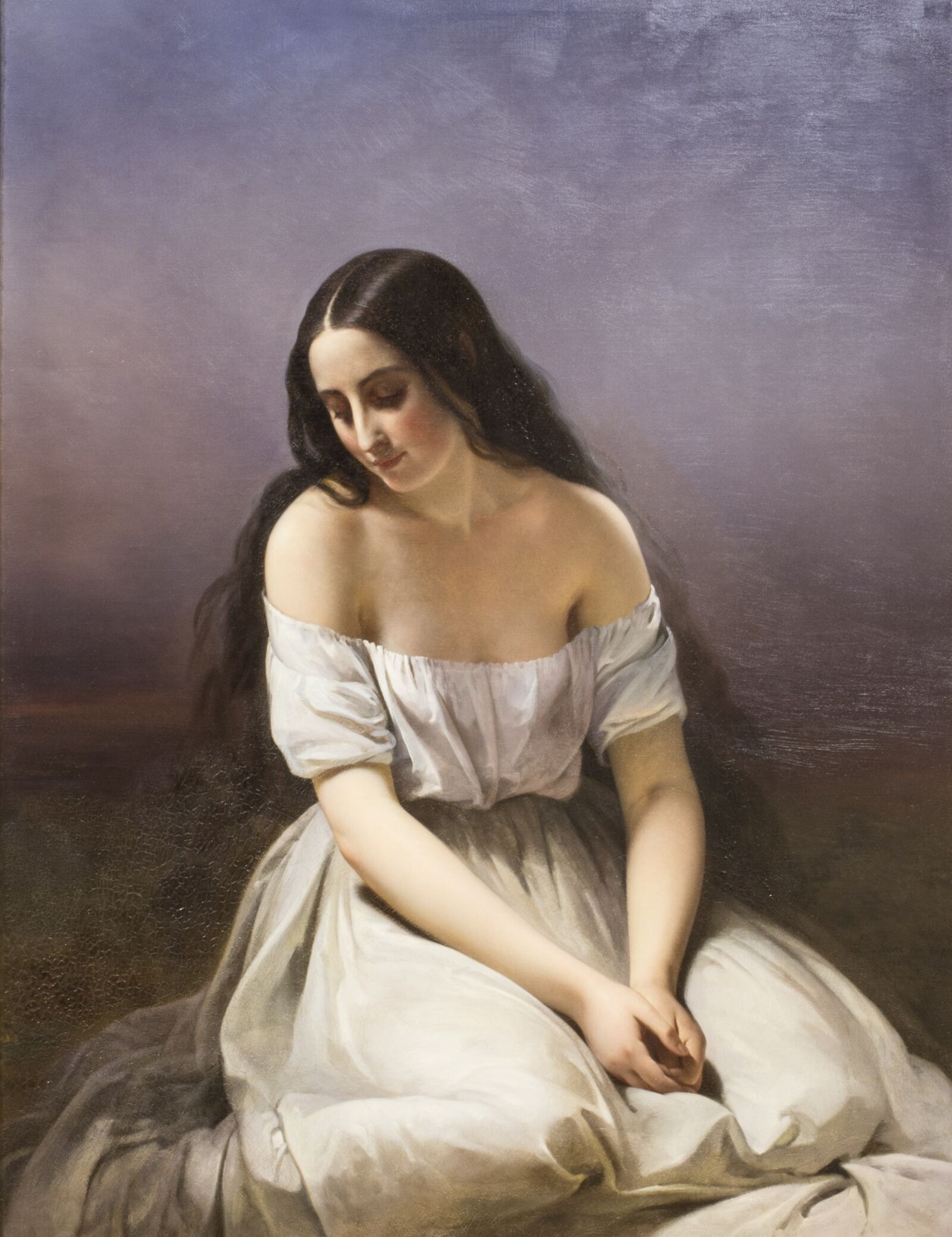
Étude de femme ou Une jeune fille à genoux, Aimée Brune-Pagès, 1839
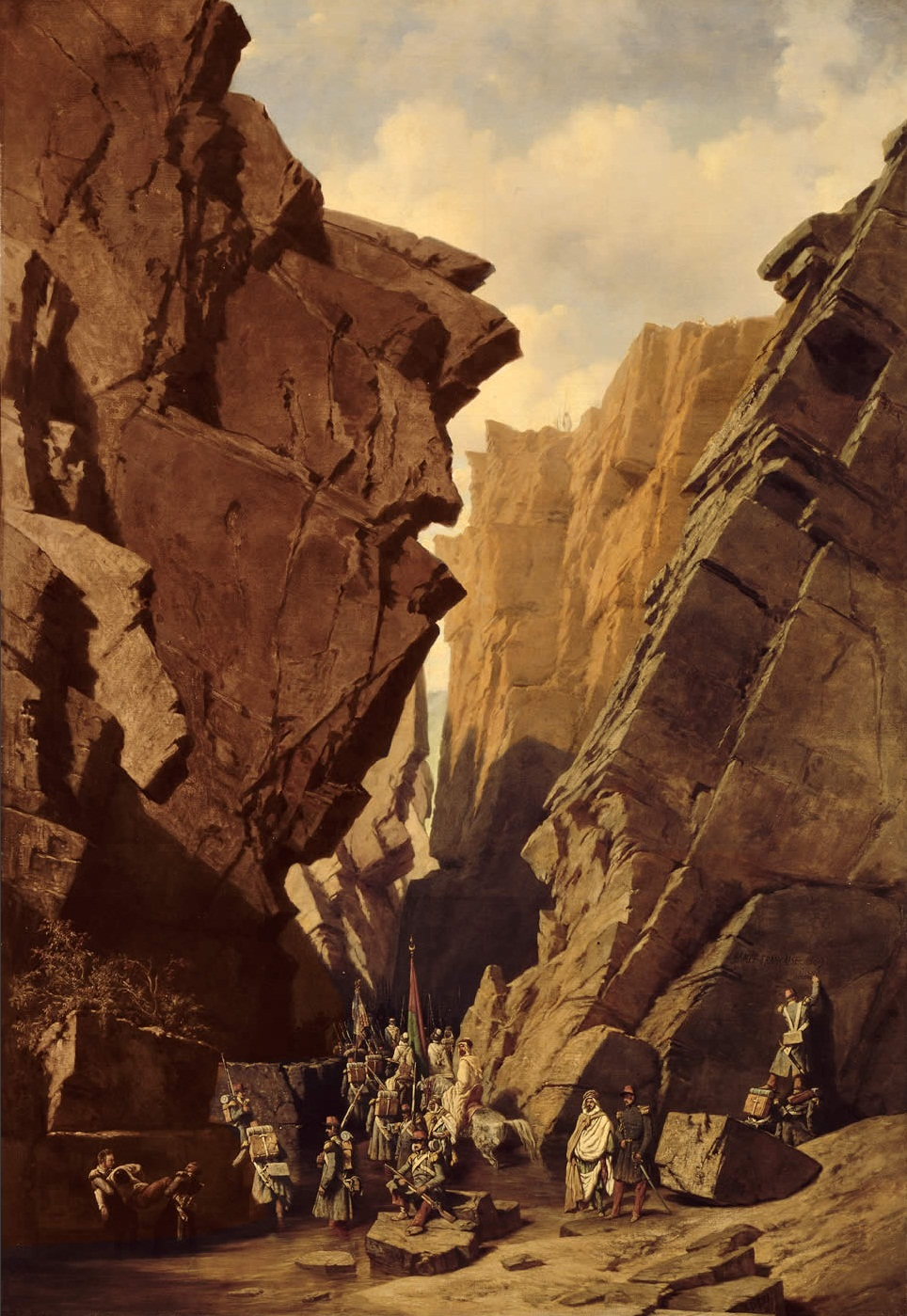
Le Passage de Portes de fer en Algérie, le 18 octobre 1839, Adrien Dauzats, 1840.
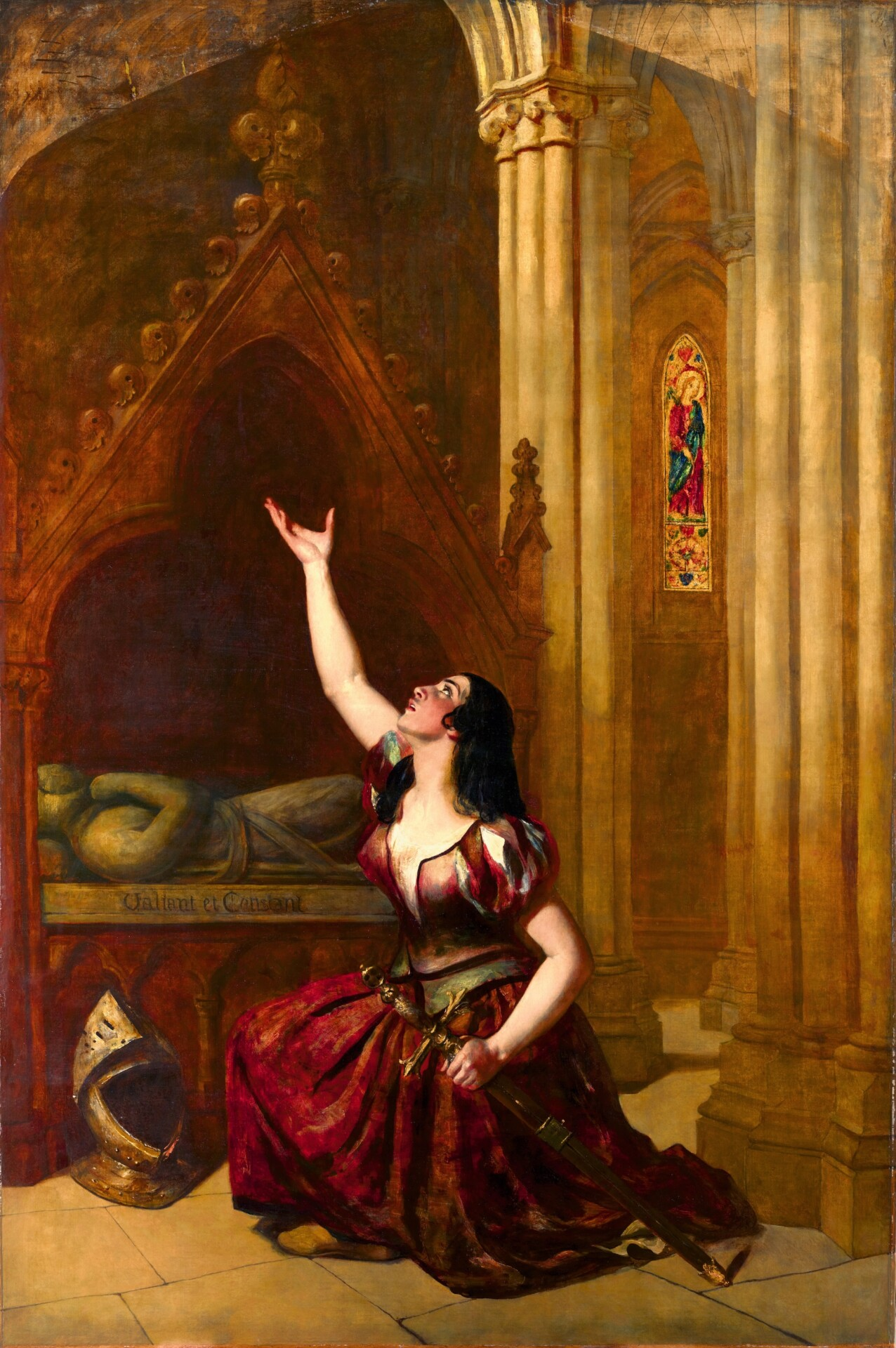
Jeanne d'Arc trouve l'épée dans la chapelle de Sainte-Catherine-de-Fierbois, William Etty, 1842-1846.
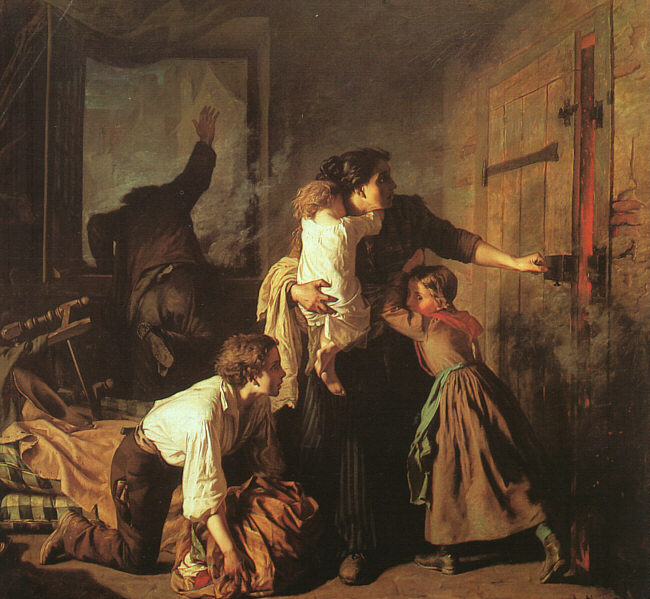
L'Incendie, Alexandre Antigna, 1850-1851.
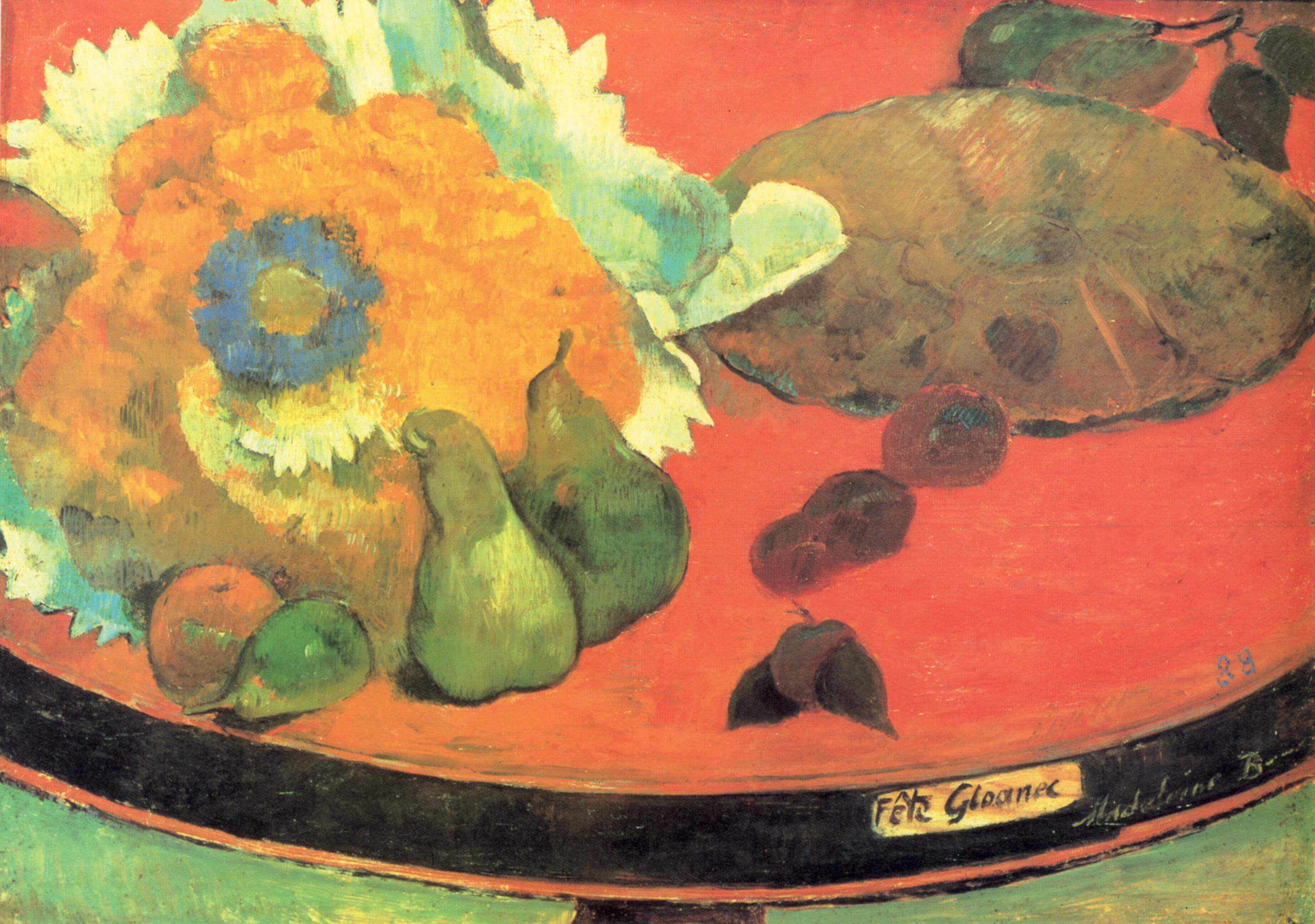
La Fête Gloanec, Paul Gauguin, 1888.
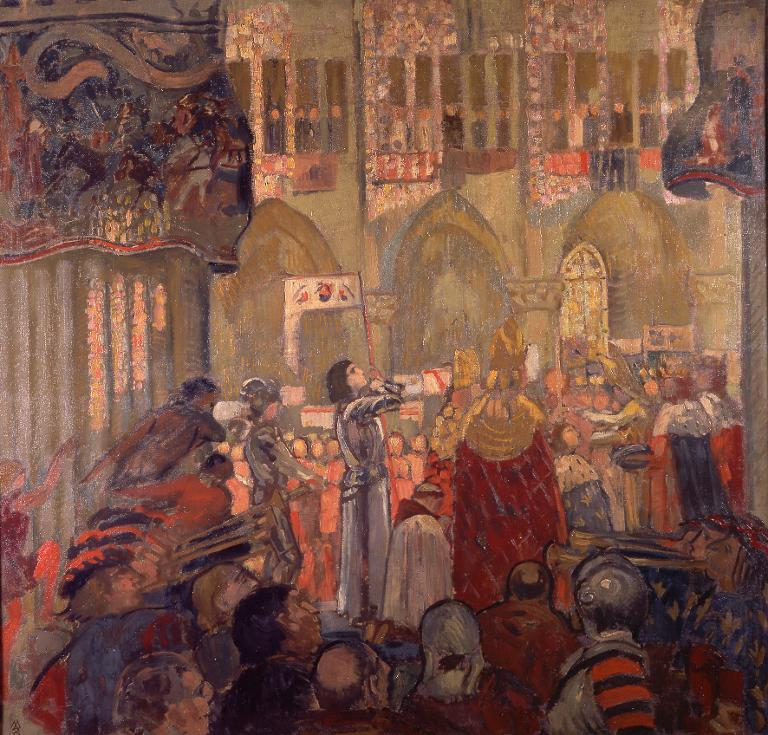
Jeanne d'Arc au sacre de Charles VII, Maurice Denis, 1913.

### Sculpture
La collection de sculptures comprend entre autres des œuvres de Baccio Bandinelli (La flagellation, bas-relief en marbre provenant de la chapelle du château de Dampierre-en-Burly), Jean-Antoine Houdon (bustes de La Fontaine, Molière, Voltaire et Rousseau), Jean-Baptiste Pigalle, un espace entièrement consacré au sculpteur romantique Henry de Triqueti, et des œuvres de Henri Gaudier-Brzeska, Auguste Rodin, Antoine Bourdelle, Aristide Maillol, Ossip Zadkine et Pablo Picasso.

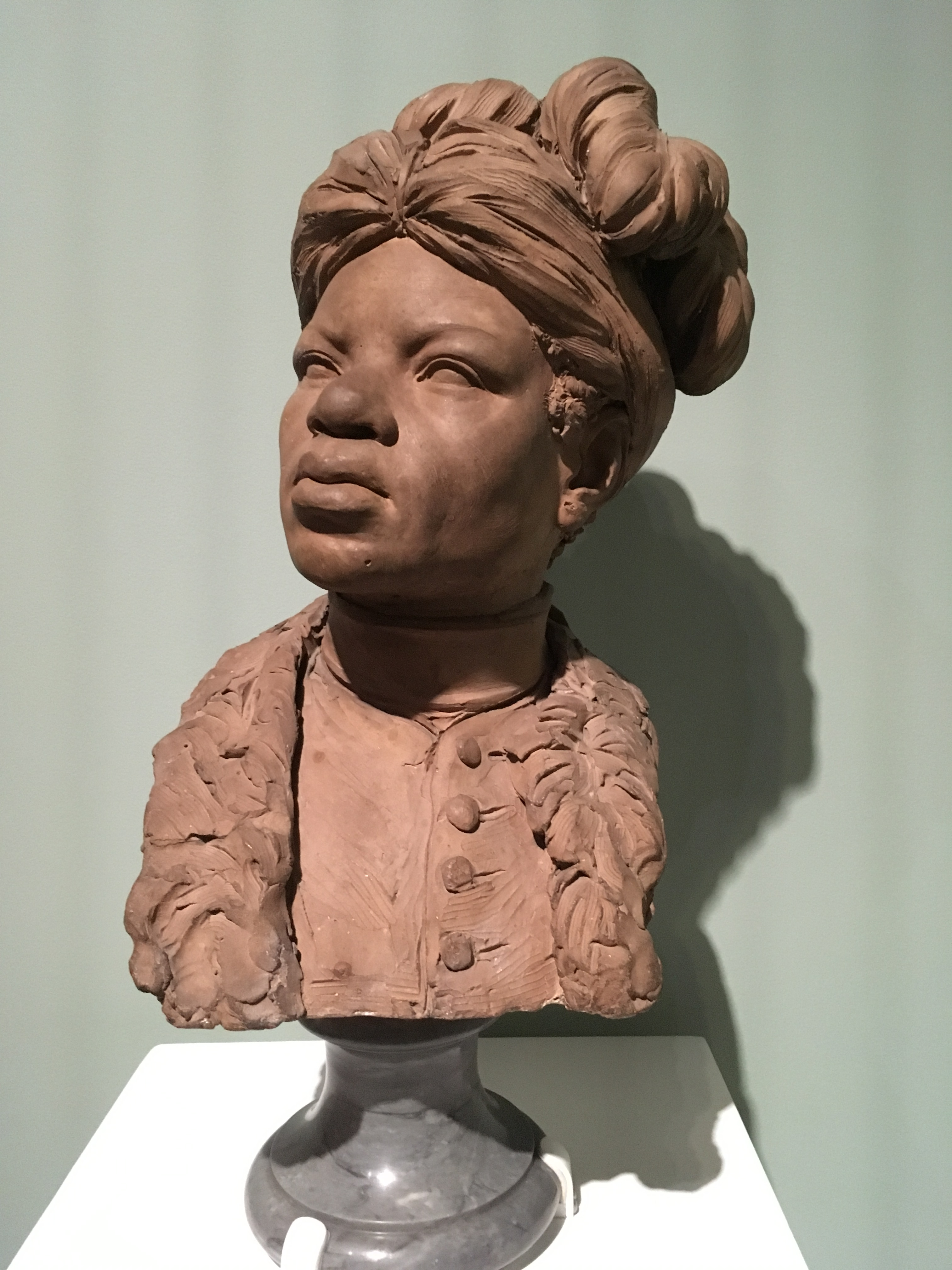
Jean-Baptiste Pigalle, Buste de Paul, page noir de Desfriches, 1760, terre-cuite.
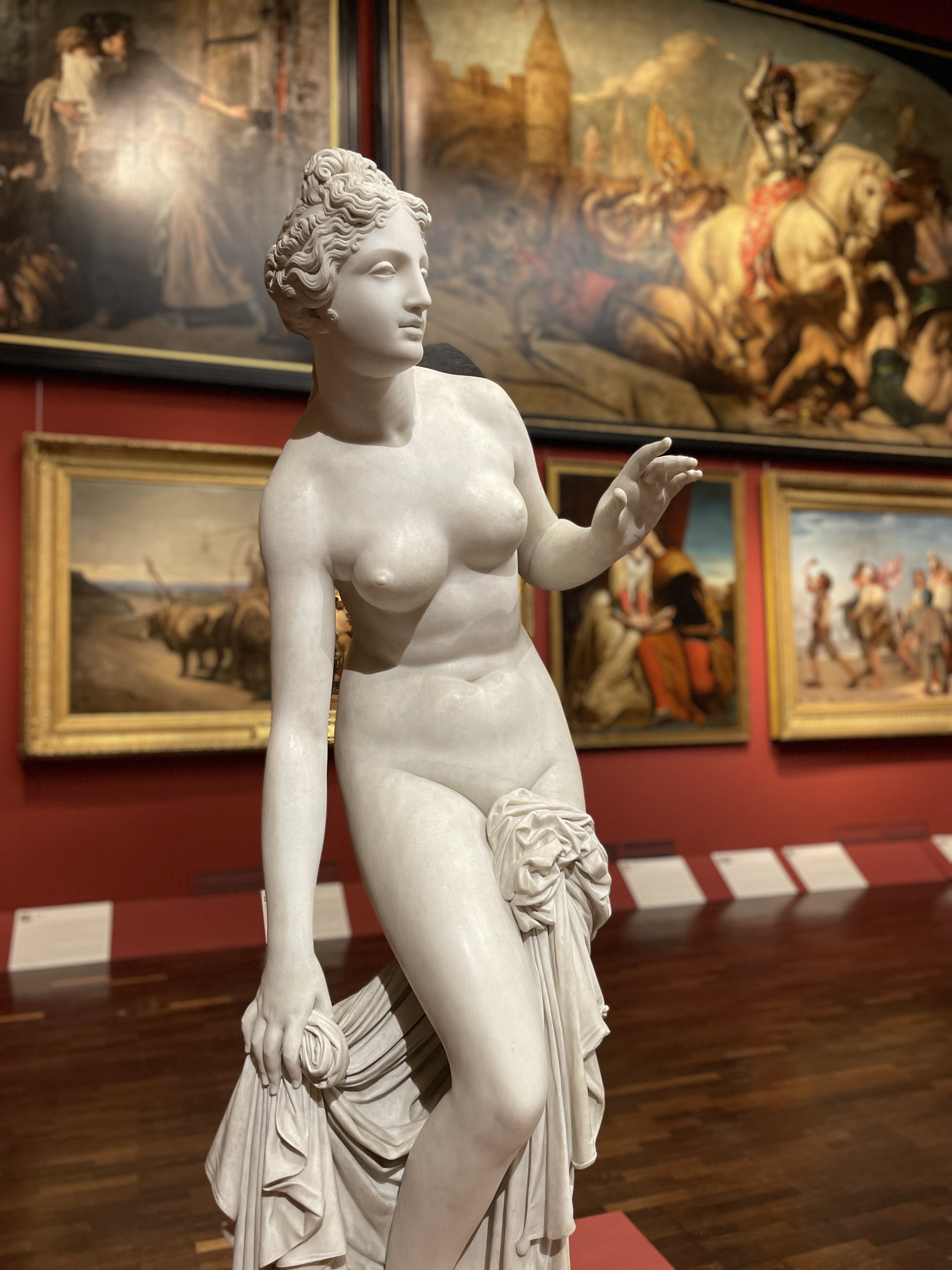
James Pradier, Vénus surprise au bain (détail), 1829, marbre, musée des Beaux-Arts d'Orléans, inv. 1789
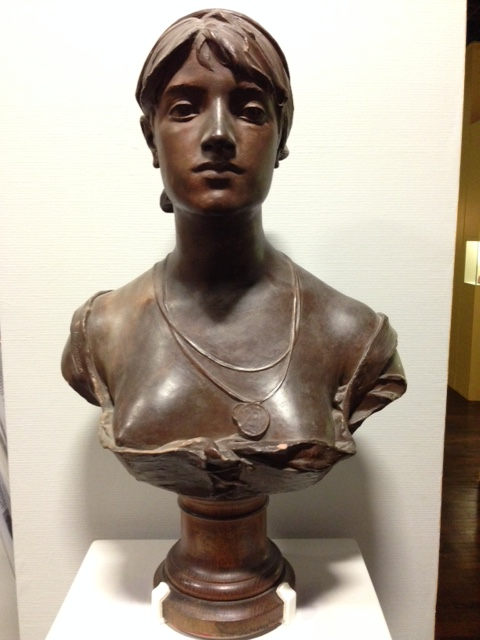
Alfred-Désiré Lanson, L'Aragonaise, terre cuite patinée.
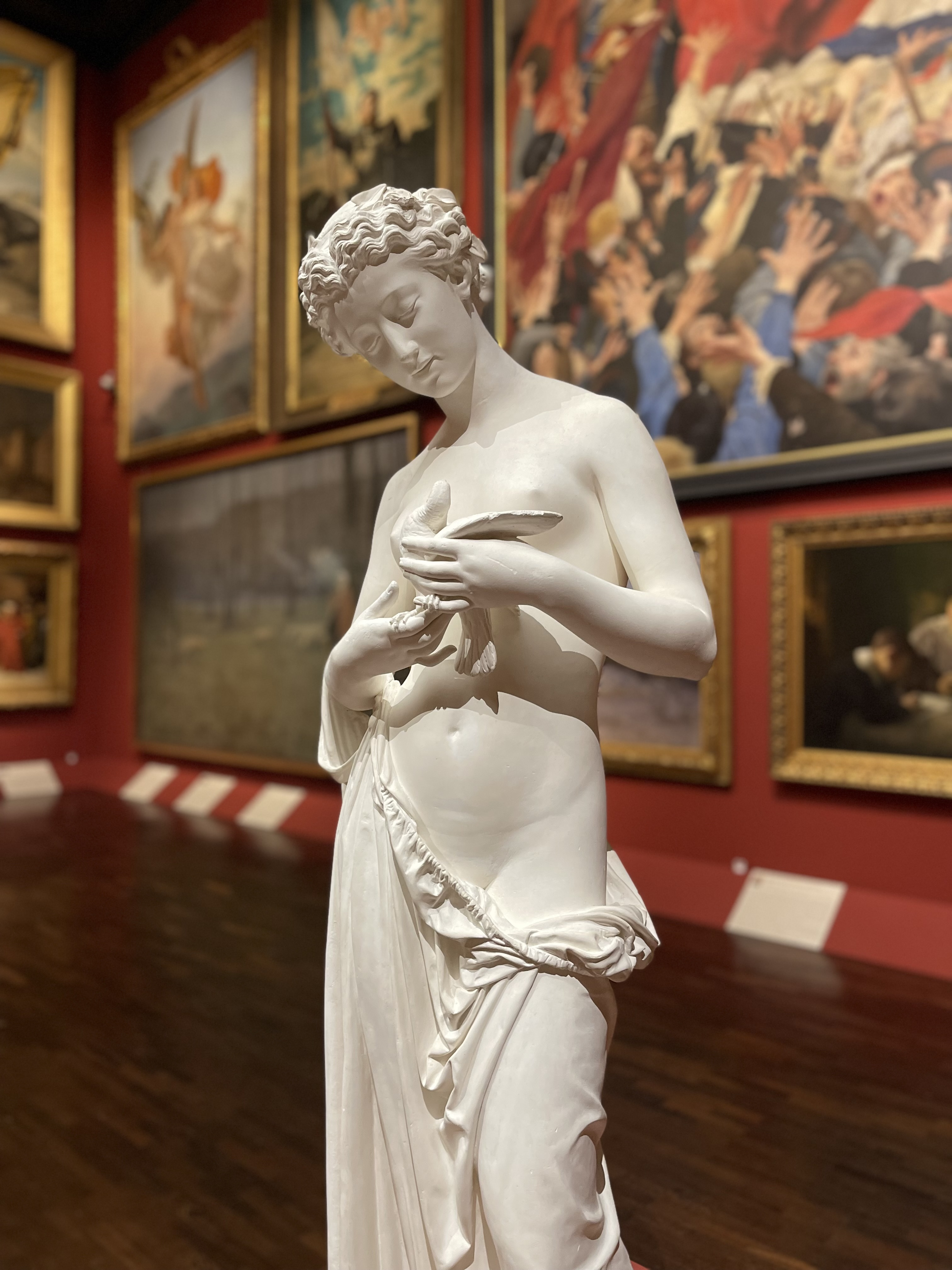
Joseph de Nogent, Jeune femme à la colombe, vers 1860, marbre, vers 1860, musée des Beaux-Arts d'Orléans, inv. 94.22.1
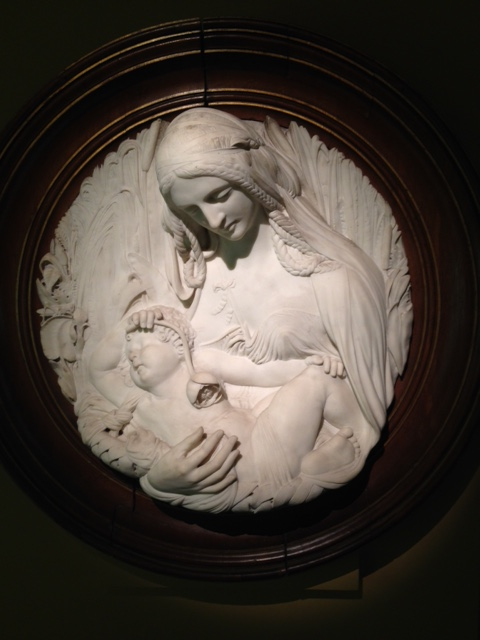
Henri de Triqueti, Moïse exposé sur les eaux du Nil, marbre.

### Dessins et pastels
Parmi les 10 000 œuvres conservées au cabinet d'arts graphiques du musée, on remarque des dessins de Titien, Fra Bartolomeo, Federico Barocci, Hendrik Goltzius, Guerchin, de Salvator Rosa, d'Annibale Carracci, Agostino Carracci, Luca Giordano, Jacob Jordaens, Claude Lorrain, Laurent de La Hyre, Giambattista Tiepolo, François Boucher, Charles-Joseph Natoire, Jean-Honoré Fragonard, Hubert Robert, Jacques-Louis David, Jean-Marie Delaperche, Jean Auguste Dominique Ingres, Richard Parkes Bonington, Théodore Géricault, Camille Corot, Gustave Courbet, Johan Barthold Jongkind, Max Jacob... La collection de pastels du musée est réputée la plus riche de France après celle du musée du Louvre : on y trouve notamment des œuvres de la main des plus grands pastellistes du XVIIIe siècle : Charles Antoine Coypel, Jean-Baptiste Chardin, Maurice Quentin de La Tour, Jean-Baptiste Perronneau, Jean-Marc Nattier... La réunion de pastels ne se limite pas au Siècle des Lumières grâce à une politique d'acquisitions qui se maintient en direction du XIXe siècle et du XXe siècle : Thérèse Delaperche,Eugène Deveria, Antonin Moine, François Crabit, ...
La collection de dessins a fait l'objet d'une importante exposition avec un catalogue pour la section italienne sous la direction d'Eric Pagliano. Les dessins français ont été publiés seulement en partie grâce à diverses expositions : en 2006 sous la direction de Mehdi Korchane pour la période entre XVIIIe et XIXe siècles, en 2018 sous la direction de Corentin Dury pour le XVIIe siècle et en 2020 sous la direction d'Olivia Voisin pour le fonds de 91 dessins de Jean-Marie Delaperche.

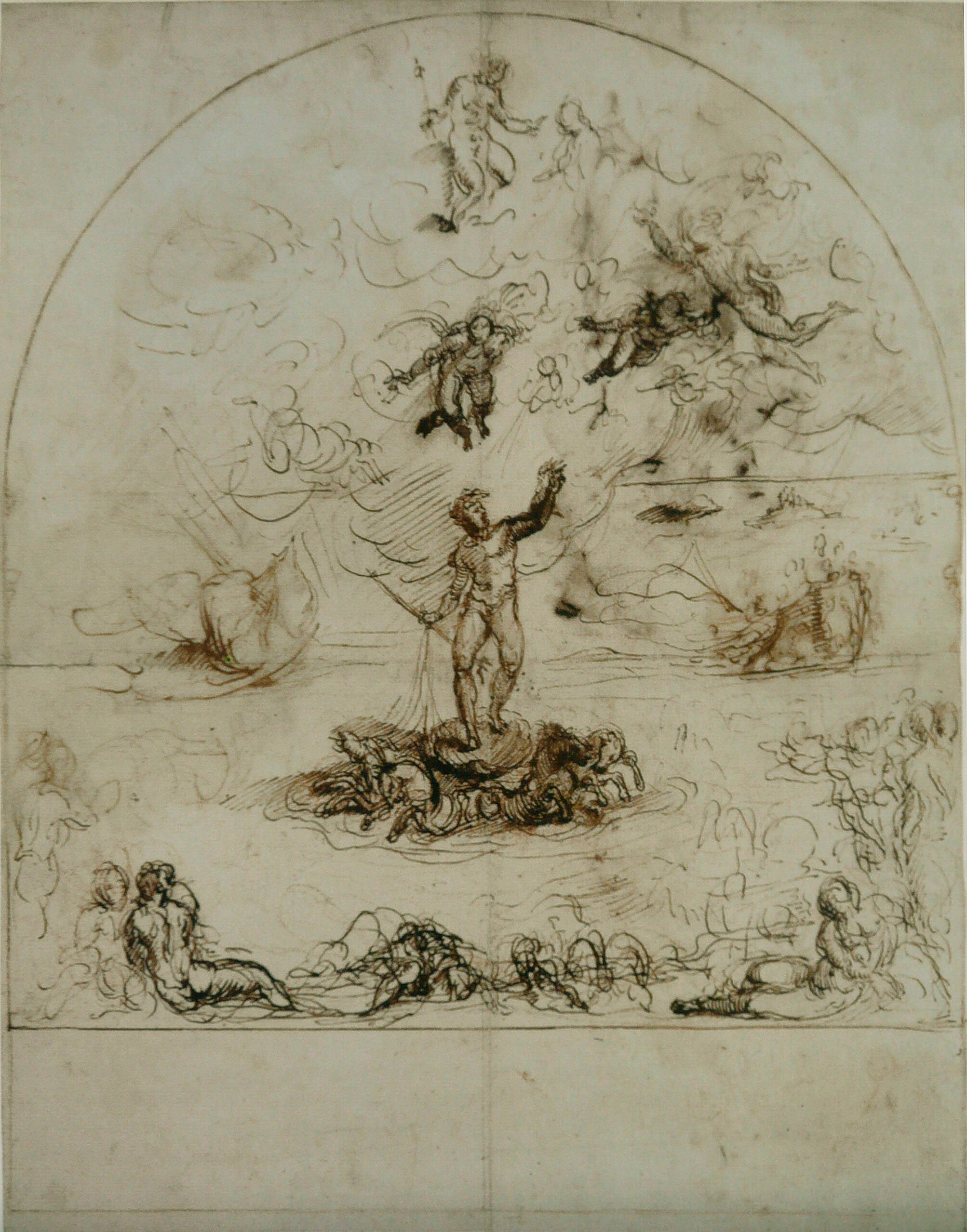
Neptune chassant les nuages et calmant les flots (Quos Egos), Agostino Carracci, années 1590.
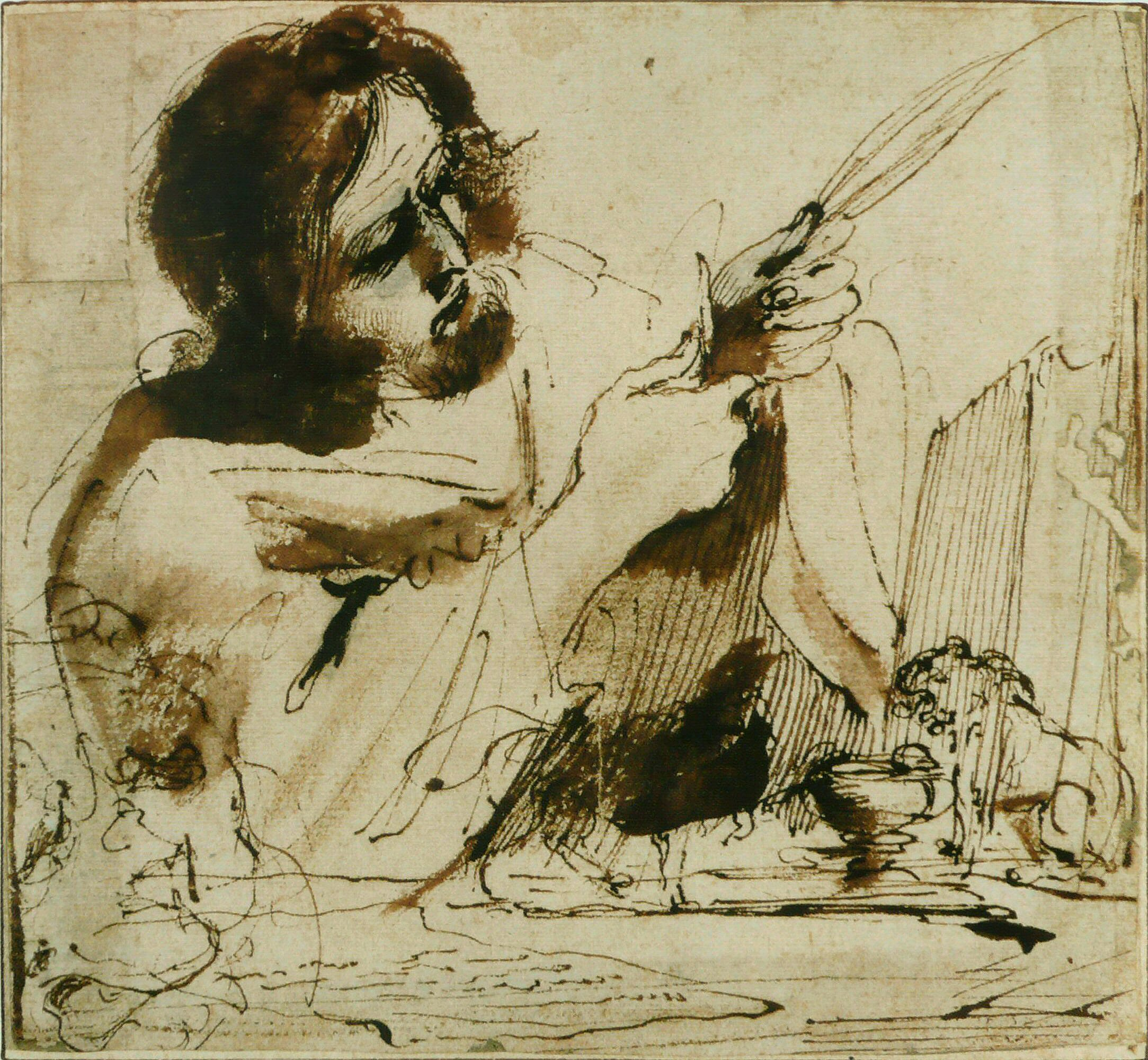
Saint Marc taillant sa plume pour écrire, Le Guerchin, XVIIe siècle.
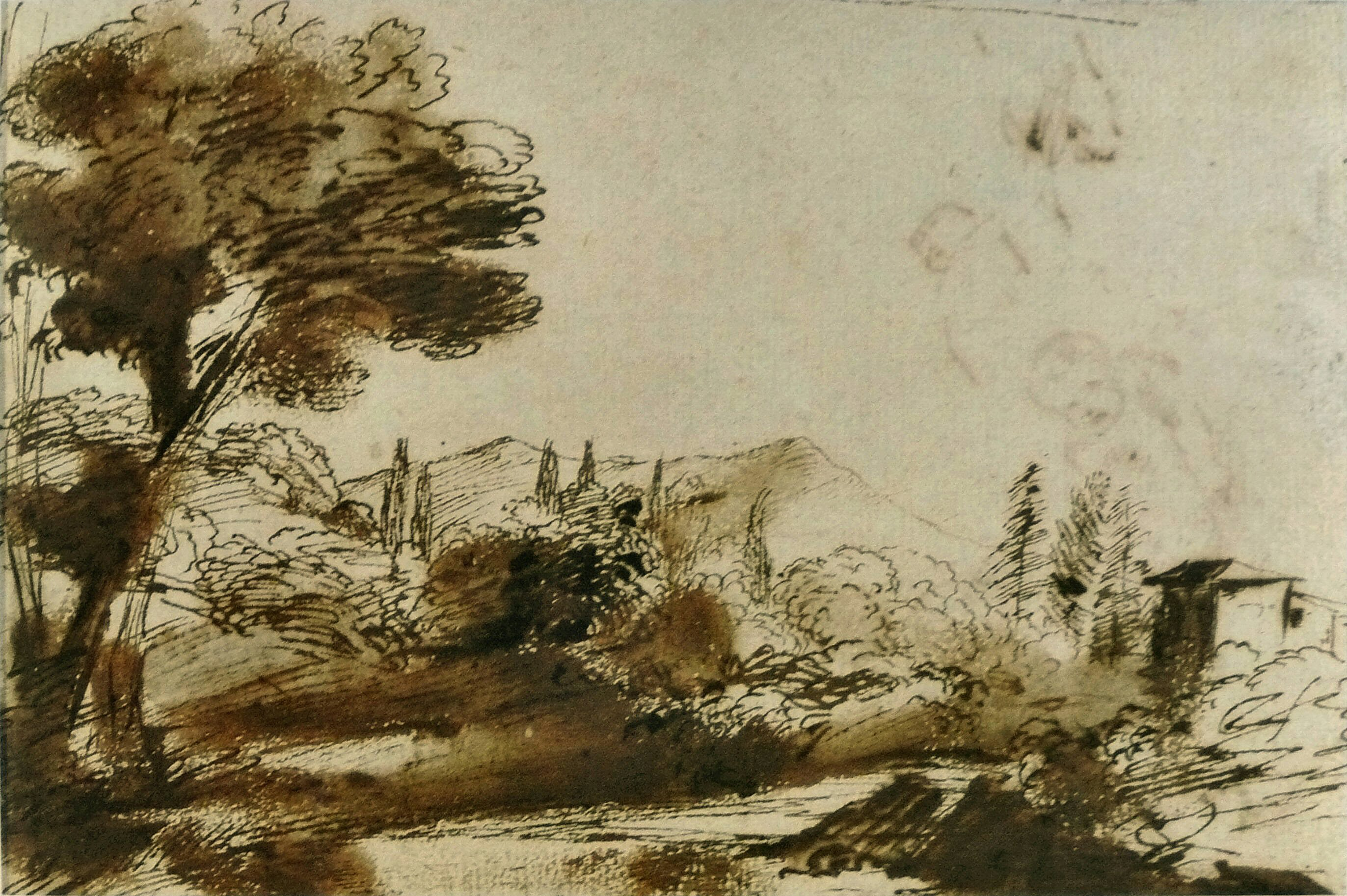
Paysage boisé avec une ferme, Pier Francesco Mola, années 1640.
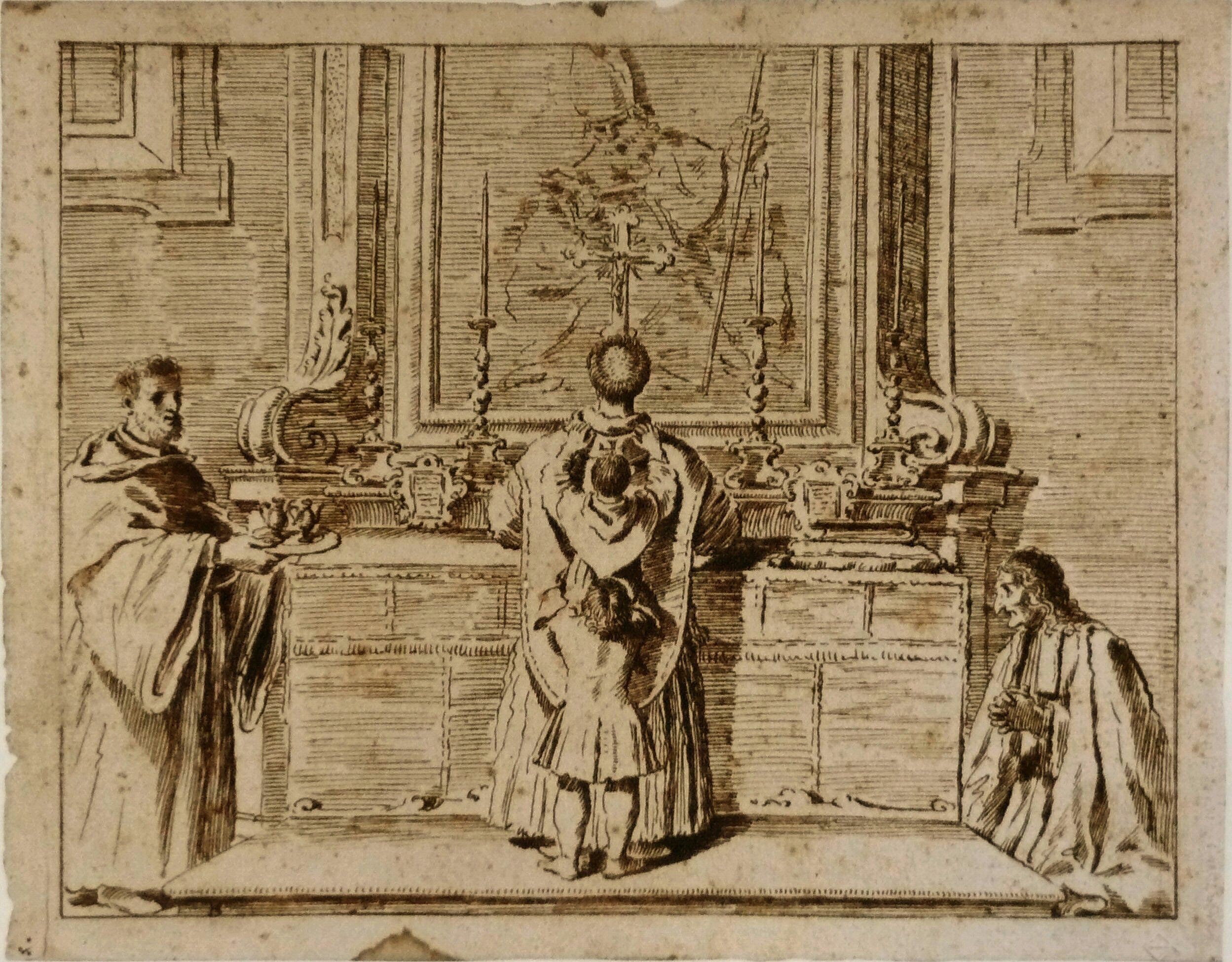
Prêtre et acolytes célébrant la messe, Pier Leone Ghezzi, XVIIIe siècle.
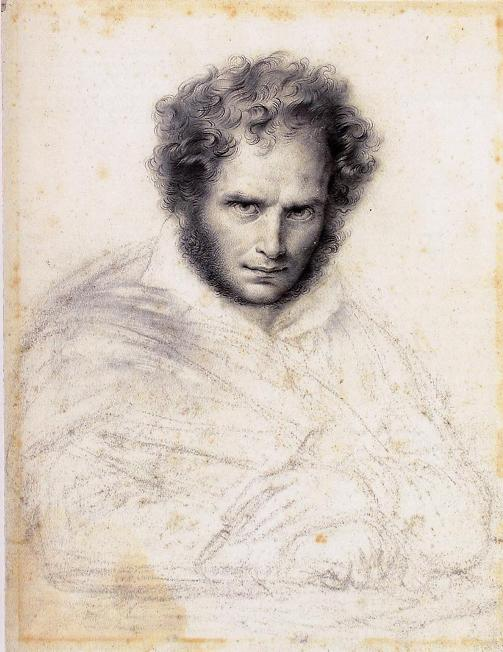
Autoportrait, Girodet.

### Estampes et gravures
Le musée des Beaux-Arts d'Orléans possède un fonds conséquent d'estampes et gravures, anciennes comme modernes, comprenant plus 50 000 pièces. Parmi les chefs-d'œuvre de la collection, on compte notamment une rare estampe d'Albrecht Dürer, Samson tuant le lion (vers 1497-1499).